# Добра (комуна, Хунедоара)
Добра (рум. Dobra) — комуна у повіті Хунедоара в Румунії. До складу комуни входять такі села (дані про населення за 2002 рік):
- Абуча (60 осіб)
- Бужору (82 особи)
- Добра (1473 особи) — адміністративний центр комуни
- Лепушнік (497 осіб)
- Міхеєшть (296 осіб)
- Панк (168 осіб)
- Панк-Селіште (87 осіб)
- Редулешть (128 осіб)
- Рошкань (472 особи)
- Стинчешть (114 осіб)
- Стинчешть-Охаба (38 осіб)
- Стретя (52 особи)
- Феджецел (32 особи)

Комуна розташована на відстані 321 км на північний захід від Бухареста, 26 км на захід від Деви, 124 км на південний захід від Клуж-Напоки, 105 км на схід від Тімішоари.

## Населення
За даними перепису населення 2002 року у комуні проживали 3499 осіб.
Національний склад населення комуни:
| Національність | Кількість осіб | Відсоток |
| -------------- | -------------- | -------- |
| румуни         | 3454           | 98,7%    |
| угорці         | 24             | 0,7%     |
| цигани         | 20             | 0,6%     |
| німці          | 1              | < 0,1%   |

Рідною мовою назвали:
| Мова      | Кількість осіб | Відсоток |
| --------- | -------------- | -------- |
| румунська | 3454           | 98,7%    |
| угорська  | 25             | 0,7%     |
| циганська | 19             | 0,5%     |
| словацька | 1              | < 0,1%   |

Склад населення комуни за віросповіданням:
| Релігія            | Кількість осіб | Відсоток |
| ------------------ | -------------- | -------- |
| православні        | 2986           | 85,3%    |
| п'ятдесятники      | 383            | 10,9%    |
| баптисти           | 77             | 2,2%     |
| римо-католики      | 34             | 1,0%     |
| реформати          | 3              | 0,1%     |
| адвентисти         | 2              | 0,1%     |
| не релігійні       | 2              | 0,1%     |
| греко-католики     | 1              | < 0,1%   |
| не вказали релігію | 4              | 0,1%     |

## Зовнішні посилання
- Дані про комуну Добра на сайті Ghidul Primăriilor [Архівовано 9 червня 2012 у Wayback Machine.]